# Radio Wrocław Kultura
Radio Wrocław Kultura – miejska tematyczna rozgłośnia radiowa z Wrocławia, działająca od 1 stycznia 2015 roku.
Radio Wrocław Kultura rozpoczęło nadawanie 1 stycznia 2015 w technologii DAB+. Jest dostępne również przez internet wraz z obrazem. Ramówkę radia stanowi 24-godzinny program muzyczno-publicystyczny, tworzony przez 15-osobowy zespół, skupiający się na tematyce kulturalnej (muzycznej, teatralnej, literackiej, plastycznej, filmowej). W dni powszednie od godziny 16 nadawane są audycje na żywo z gośćmi w studiu, od 19, pojawiają się muzyczne programy autorskie, również live. Poza tym radio nadaje autorską playlistę oraz transmisje i retransmisje koncertów. Powołanie radia było związane z przyznaniem Wrocławiowi tytułu Europejskiej Stolicy Kultury 2016. Po 3 miesiącach działalności radio zyskało kilka tysięcy słuchaczy, w kolejnych latach dołączyli następni. Dzisiaj audytorium Radia Wrocław Kultura to kilkaset tysięcy osób. Główne hasło stacji to Ludzie - Muzyka - Emocje. Radio wydaje też magazyn (w papierze i wersji elektronicznej) pt. Emocje. Taką nazwę noszą również nagrody przyznawane przez redakcję za szczególne osiągnięcia artystyczne sezonu kulturalnego we Wrocławiu i regionie. Od początku koordynatorem programu, szefem Radia Wrocław Kultura jest Grzegorz Chojnowski.